# Vendicatori della Costa Ovest
I Vendicatori della Costa Ovest (in inglese West Coast Avengers, spesso abbreviato in AWC) sono un gruppo di personaggi immaginari dei fumetti pubblicati negli Stati Uniti d'America dalla Marvel Comics. Sono una squadra di supereroi esorditi nel 1984 nella miniserie West Coast Avengers (vol. 1), scritta da Roger Stern e disegnata da Bob Hall e Brett Breeding, con la consulenza creativa di Mark Gruenwald. Alla miniserie è seguita una serie regolare omonima pubblicata fino al 1994 per oltre cento numeri alla quale collaborò anche John Byrne nel 1990. Nacquero come filiale dei Vendicatori nella costa occidentale degli Stati Uniti d'America.

## Storia del gruppo
Alcuni anni fa, Visione - all'epoca presidente dei Vendicatori - in accordo col governo degli Stati Uniti decise di creare una seconda squadra di Vendicatori sulla costa occidentale del paese, per essere più efficienti sul territorio nazionale; a capo di questa nuova filiale fu messo Occhio di Falco, in virtù della sua lunga esperienza tra le file del gruppo. Oltre a lui e sua moglie Mimo, nel gruppo avrebbero militato quei Vendicatori solitamente impiegati come riserve come Wonder Man, Tigra e Jim Rhodes come Iron Man in quanto Tony Stark, in quel periodo, era in una crisi d'alcolismo ed entrò a far parte del gruppo una volta ristabilito. Al gruppo si unì successivamente anche Henry Pym, ma solo come consulente scientifico. Occhio di Falco cercò di convincere la Cosa - che in quel periodo aveva lasciato i Fantastici Quattro per intraprendere la carriera di wrestler a Los Angeles - a unirsi a loro, e anche se Ben mise la sua enorme forza al servizio del gruppo in diverse occasioni, non divenne mai un membro ufficiale della squadra.
Al suo posto venne preso poi Firebird, una ragazza ispanica con poteri simili a quelli di Sole Ardente, che fu fondamentale nel fare guarire dalla depressione Henry Pym, dopo che aveva anche tentato il suicidio. Occhio di Falco guidò la squadra e il gruppo si rese protagonista di imprese eroiche come il gruppo originale, tuttavia il governo qualche tempo dopo obbligò il gruppo ad accogliere tra le proprie file U.S. Agent come tramite per il governo.
Col tempo ci sono stati numerosi cambiamenti di formazione con nuovi membri come War Machine, Darkhawk, Moon Knight, la Torcia Umana, Fulmine vivente, la Visione, Wasp, ma i membri storici del gruppo furono:
- Occhio di Falco
- Mimo
- Tigra
- Wonder Man
- Iron man
- U.S. Agent
- la seconda Donna Ragno (Julia Carpenter)
- Scarlet
- Hank Pym

### Force Works
Al termine dell'operazione Tempesta nella galassia ci furono parecchi attriti tra i Vendicatori, causate da differenze di vedute su specifiche questioni etiche, e il gruppo fu sciolto da Capitan America. Dalle sue ceneri nacque Force Works, un gruppo fondato da Iron Man e di cui facevano parte alcuni ex Vendicatori della Costa Ovest: Scarlet, Wonder Man, la Donna Ragno II e U.S.Agent, con Wonder Man che fu distrutto già nel primo albo e rimpiazzato dall'alieno Hodomur Century.
Il gruppo ebbe però durata effimera a causa dei frequenti atti di insubordinazione di Iron Man, al tempo mentalmente corrotto da Kang il Conquistatore, che si pose apertamente in conflitto con la leader designata, Scarlet, causando non pochi problemi. Quando Iron Man morì alla fine del crossover La Traversata, il gruppo fu sciolto e Scarlet venne reintegrata nelle file dei Vendicatori, mentre Century, US Agent e la seconda Donna Ragno presero strade differenti.

## Storia editoriale

### Vendicatori della Costa Ovest
Il gruppo di supereroi esordì in una prima testata dedicata, una miniserie di quattro numeri, West Coast Avengers (vol. 1), nel 1984, alla quale seguù una seconda serie omonima, West Coast Avengers (vol. 2), che dal n. 47 cambiò testata in Avengers West Coast che verrà pubblicata fino al 1994 per oltre cento numeri complessivi. 

### Force Works
Alla nuova formazione venne dedicata una serie mensile edita da luglio 1994 ad aprile 1996 per 22 numeri e scritta da Dan Abnett e Andy Lanning e disegnata da Tom Denney.